# Jim Konstanty
Casimir James Konstanty (ur. 2 marca 1917, zm. 11 czerwca 1976) – amerykański baseballista, który występował na pozycji miotacza.
Przed rozpoczęciem sezonu 1942 podpisał kontrakt z Cincinnati Reds, jednak początkowo występował w klubie farmerskim Reds Syracuse Chiefs. W Major League Baseball zadebiutował 18 czerwca 1944 po tym, jak wielu zawodników powołano do US Army podczas II wojny światowej. W sezonie 1944 zagrał w 20 meczach (w 12 od początku), w których miał 6–4 win–loss record i 2,80 ERA. W 1945 służył w US Navy.
W kwietniu 1946 roku podpisał kontrakt z Boston Braves, w którym zagrał 10 meczów. Dwa miesiące później został sprzedany do zespołu niższej ligi Toronto Maple Leafs. Przed początkiem sezonu 1948 przeszedł do Philadelphia Phillies. W 1950 jako relief pitcher wystąpił w 74 meczach, w których rozegrał 152 inningi i miał 22 save'y. W tym samym sezonie zagrał w Meczu Gwiazd MLB i został wybrany MVP National League. Phillies awansowali także do World Series, jednak ulegli New York Yankees w czterech meczach.
W sierpniu 1954 roku przeszedł do New York Yankees. Karierę zakończył w St. Louis Cardinals w wieku 39 lat. W późniejszym okresie był trenerem miotaczy w Cardinals. Zmarł na raka 11 czerwca 1976 w wieku 59 lat.
| Nagroda/wyróżnienie | Lata | Źródło |
| MVP National League | 1950 | [ 2 ]  |
| All-Star            | 1950 | [ 2 ]  |